# 3850 Peltier
3850 Peltier là một tiểu hành tinh vành đai chính. Nó được phát hiện ngày 7 tháng 10 năm 1986 ở Anderson Mesa bởi Ted Bowell.